# Hippodrome de Saint-Efflam
L'hippodrome de Saint Efflam se situe à Plestin-les-Grèves en Côtes-d'Armor. C'est un hippodrome marin ouvert au galop et au trot avec une piste de 1 200 m en sable avec corde à droite. 
Il fait partie des quatre derniers hippodromes marins d'Europe, et constitue l'un des deux hippodromes de ce type situés dans les Côtes d'Armor.

## Annexe